# Рудских, Александр Григорьевич
Александр Григорьевич Рудских (3 декабря 1933, село Старосолдатское, Старосолдатский район, Омская область, РСФСР — 25 октября 2014, Минск, Белоруссия) — советский и белорусский тренер по лёгкой атлетике, заслуженный тренер СССР.

## Биография
Окончил Омский государственный институт физической культуры, преподавал в Иркутском физкультурном техникуме. Среди его учеников известные спортсмены: серебряный призёр чемпионата Европы Анатолий Курьян, бронзовый призёр чемпионата СССР в десятиборье Александр Блиняев, призёр Спартакиады народов СССР Леонид Кайдаш и многие другие. Некоторые его воспитанники стали затем известными тренерами: Валерий Авербух, Игорь Бражник, Юрий Рыбин, Владимир Караченцев и Клавдий Заграйский.
С 1970 года жил и работал в Белоруссии. Под его руководством на чемпионатах мира 1995 и 2003 годов белорусские легкоатлеты завоевали по семь наград. В 1995 г. белорусская сборная в медальном зачёте заняла второе место вслед за спортсменами США.
В 1983—2003 годах возглавлял Белорусскую федерацию лёгкой атлетики, десять лет руководил национальной командой.
В течение нескольких лет возглавлял экспертный совет Министерства спорта и туризма Республики Беларусь.